# 潘佩珠
潘佩珠（越南语：／，1867年12月26日—1940年10月29日），原名潘文珊（越南语：／），別名是漢（越南语：／），號巢南（越南语：／），是20世紀初期越南的民族主義革命家，也是越南的愛國志士。

## 名字
原名潘文珊，為避維新帝諱取唐代詩僧寒山的“城中蛾眉女，珠佩何珊珊”改名“潘佩珠”，同時取樂府詩“胡馬依北風，越鳥巢南枝”自號“巢南”。此外他還有很多化名。

## 生平
潘佩珠出生於乂安省英山府南塘縣南和社丹染村（今屬乂安省南壇縣）一個貧苦學者的家庭，從小受其父親的影響而成長為一名愛國知識份子。當法國殖民主義侵略越南時，年輕的他號召一些愛國青年組成學生軍反抗法國的入侵，但是越南終究敗於法國精良的武裝。成泰十二年（1900年），他參加鄉試，考中乂安場解元。後來他在1904年5月成立了維新會，次年為了尋求資金和武器的援助而來到日本。
在1905年至1908年居留日本期間，他認識了中國維新運動領袖梁啟超，也認識了中國民主革命領袖孫中山和章太炎，而梁啟超和孫中山的思想也啟發其思路。之後他撰寫許多文章祕密散佈回越南，鼓勵祖國人民從法國殖民統治中解放出來。結果他被迫離開日本先到中國廣州，再轉往到暹羅（泰國），1912年1月又來到廣州。後來他在當地見到辛亥革命成功，於是改組越南維新會而成為越南光復會，這是模仿孫中山的革命組織所重新創建的團體。
1925年（啟定十年）6月30日，潘佩珠被叛徒出賣，在上海遭到法國特務祕密拘捕，被控叛逆罪，並在順化軟禁直到逝世。

## 著作
- 《越南亡國史》
- 《後陳逸史》
- 《西行日記》
- 《琉球血淚新書》
- 《咀菜禪師》

## 外部連結
- Phan Boi Chau Youth Group
- Giáo sư sử học Vĩnh Sính viết về Phan Chu Trinh và Phan Bội Châu （页面存档备份，存于）
- Giáo sư sử học Vĩnh Sính viết về Phan Chu Trinh và Phan Bội Châu nhân 100 năm Phong Trào Duy Tân （页面存档备份，存于）
- Phan Bội Châu （页面存档备份，存于）, từ báo Nhân Dân
- Học lại Phan Bội Châu và Phong trào Đông Du （页面存档备份，存于）, từ BBC Việt ngữ